# Morska Graniczna Placówka Kontrolna Ustka
Morska Graniczna Placówka Kontrolna Ustka – pododdział Wojsk Ochrony Pogranicza pełniący służbę na przejściu granicznym.

## Formowanie i zmiany organizacyjne
MGPK Ustka sformowana została w 1947 roku według etatu nr 7/35 o stanie 16 wojskowych +1 kontraktowy.
W 1948 roku pododdział przekazany został do   Ministerstwa Bezpieczeństwa Publicznego.
Graniczna Placówka Kontrolna nr 20 „Ustka” (morska) podlegała 12 Brygadzie Ochrony Pogranicza.
W 1949 roku przeformowana na etat nr 96/7.
W 1950 roku, będąc w składzie w składzie 15 Brygady WOP placówka przeformowana została na etat 96/12.
W 1952 roku włączona została w etat 15 Brygady  WOP nr 352/7.
Jesienią 1965 roku placówka weszła w podporządkowanie Komendy Wojewódzkiej Milicji Obywatelskiej.
W 1991 roku ochronę granicy państwa przejęła nowo sformowana Straż Graniczna. Graniczna Placówka Kontrolna w Ustce weszła w podporządkowanie Bałtyckiego Oddziału Straży Granicznej.
Z dniem 2 stycznia 2003 roku strażnica SG w Ustce i GPK Ustka zostały połączone w jeden organizm pod nazwą Graniczna Placówka Kontrolna w Ustce.

## Dowódcy placówki
- por. Antoni Czajkowski (? – 1953)
- p.o. ppor. Eugeniusz Molenda (1953 – ?)
- ppłk Ćmielowski[7]
- ppłk Edward Wilkołek[7]
- kpt. Andrzej Bolibrzuch[7]

---
- kpt. SG Andrzej Bolibrzuch (1991 – ?)[8]
- por. SG Robert Rogoziński(był w 2002)[9]